# Darakert
Darakert (en arménien Դարակերտ ) est une communauté rurale du marz d'Ararat en Arménie. En 2008, elle compte 2 435 habitants.